# باول هوفمان
باول هوفمان (14 يناير 1970 - ) (بالإنجليزية: Paul Hoffmann)‏ هو لاعب كريكت أسترالي.

## وصلات خارجية
- باول هوفمان على موقع إي آس بي آن كريك إنفو (الإنجليزية)